# Nankoku Hidai
Nankoku Hidai (比田井 南谷, Hidai Nankoku) est un peintre et calligraphe japonais du XXe siècle, de tendance abstraite, né le 1er février 1912 à Kamakura et mort le 15 octobre 1999.

## Biographie
Nankoku étudie la calligraphie avec son père Hidai Tenrai, membre de l'Académie Impériale. Il obtient le diplôme du collège technologique de Tokyo en 1934 et devient président de l'Institut des Études de Calligraphie en 1939. En 1948 il organise et participe à l'exposition Toute la Calligraphie japonaise. Il organise encore en 1965 la première Exposition annuelle de Calligraphie d'Avant-garde, en mémoire de son père.
En 1959, il expose aux Pays-Bas dans le cadre de Tradition et Rénovation dans l'Art japonais, et participe à la Ve Biennale de São Paulo.
En 1960, il a une exposition personnelle au Fine Arts Museum de San Francisco.
En 1961, 1963 et 1965, il fait également des expositions personnelles à la Galerie David Cole de Sausalito, à l'université de Berkeley et au Club Nippon de New York.
Il fait des conférences dans plusieurs universités des États-Unis dont Rutgers à New Jersey et Columbia à New York. Il est invité deux fois par Ad Reinhardt au Brooklyn College dans les années 1960. Il enseigne également à San Francisco à l'École de Design Rudolph Scheffer.
En 1945, prenant les formes classiques chinoises comme base, il évolue vers l'abstraction provoquant ainsi une grande controverse.
En 1948, la rupture avec la tradition est définitive.
En 1954 il commence à travailler dans la manière « Hihaku » dite « style du ruban volant » qui influence la calligraphie abstraite moderne.
En 1955, il réalise des calligraphies à l'huile sur toile, puis utilise des techniques mêlant l'ancien et le moderne, telle que l'encre sur du carton enduit de fibres laquées.